# Мінінептун

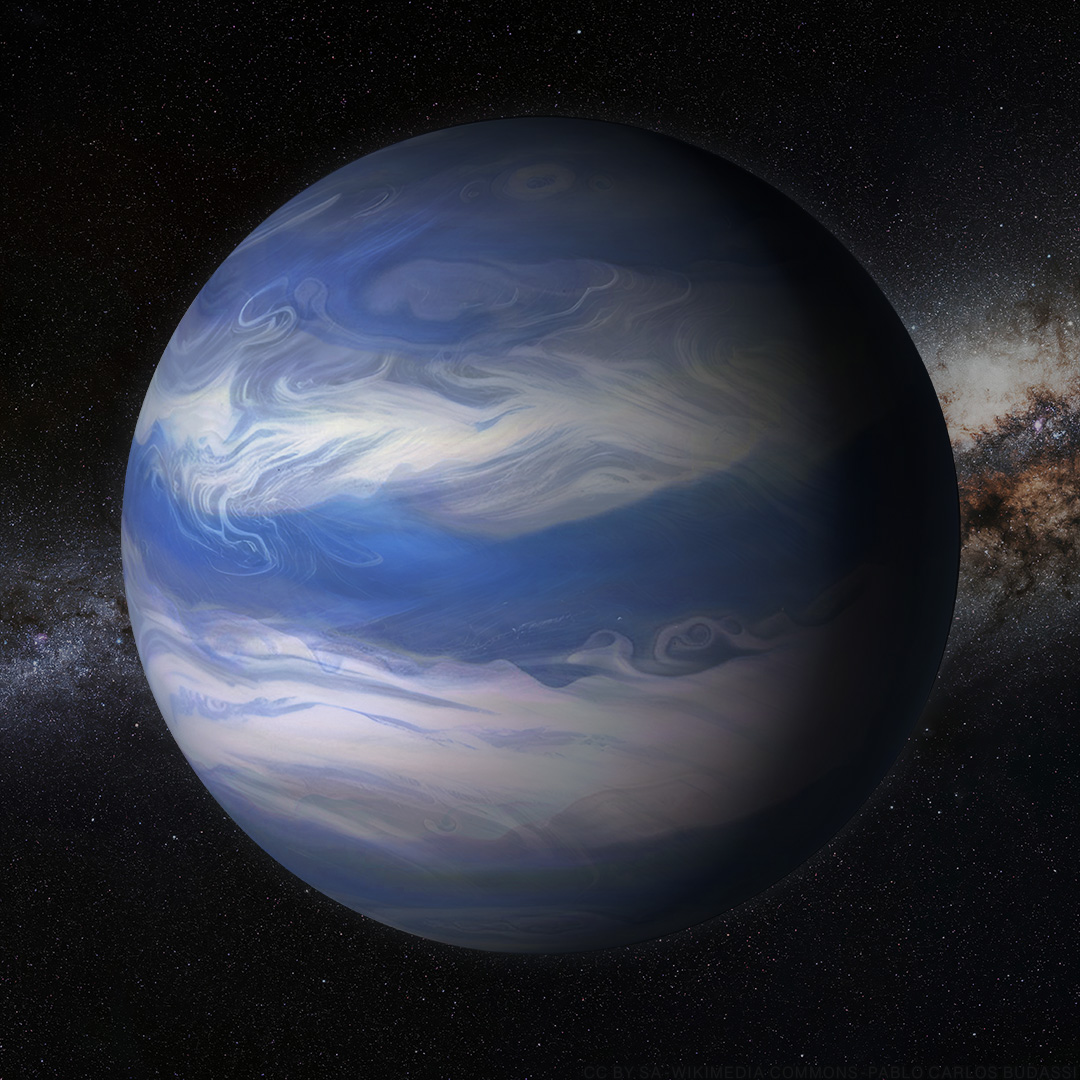
Мінінептун або «газовий карлик» в уяві художника.

Мінінептун (іноді газовий карлик) — клас планет, менших за розміром від Урана й Нептуна і з масою не більше 10 M🜨. Такі планети мають щільні воднево-гелієві атмосфери. У планет можуть зустрічатися кам'янисті й крижані шари та океани з рідкою водою, аміаком або їх сумішей. Мінінептуни мають невеликі ядра, які складаються з летких речовин із низькою щільністю. Теоретичні дослідження таких планет засновані здебільшого на відомостях про Уран і Нептун. За відсутності щільної атмосфери газові карлики можна було б класифікувати як планети-океани.
За сучасними оцінками, межа між скелястими й газоподібними планетами невелика і становить близько 1,6 (у масивніших — до 6) радіусів Землі. Але маси різних планет можуть коливатися в широких межах залежно від їхнього складу. Діапазон мас може варіюватися від 1 до 20 мас Землі.
Кілька вже виявлених екзопланет, імовірно, є мінінептунами, а саме Kepler 11 f та Kepler-138 d.
Газові карлики не наближаються до своїх зір — інакше їх щільна атмосфера зникла б під впливом високих температур і зоряного вітру.

## Властивості
Теоретичні дослідження таких планет певною мірою ґрунтуються на наших знаннях про Уран і Нептун. За відсутності щільної атмосфери вони класифікувалися б як планета-океан. Межа між кам'янистою і газоподібною планетою проходить приблизно в районі 1,6—2,0 радіусів Землі. Планети з більшими радіусами та виміряними масами здебільшого мають низьку щільність. Пояснити одночасно і їхні маси й розміри можна, лише наявністю потужної атмосфери. Спостереження свідчать, що планети, діаметр яких перевищує приблизно 1,6 земного (діаметр Землі - 12 756 км), а також важчі за 6 мас Землі, містять значну кількість летких речовин або суміші водню й гелію, накопичених, імовірно, під час формування. Такі планети, судячи з усього, мають різноманітний склад, який не вдається пояснити єдиною залежністю маса — радіус, як для більш щільних, кам'янистих планет.

## Представники
Висновок, що деякі екзопланети є газовими карликами, зроблений на підставі значень їхніх щільності й маси. Наприклад, Kepler-11 f має масу близько 2,3 M🜨, однак за щільністю не перевищує Сатурн. Найімовірніше, планета є газовим карликом із рідким океаном, оточеним щільною атмосферою з водню й гелію, і лише невеликим скелястим ядром. 
Найменшою відомою  екзопланетою, що може бути мінінептуном, вважалася Kepler-138d, маючи масу, рівну масі Землі, вона має діаметр близько 20 500 км, що свідчить про її низьку щільність (2.1+2.2
−1.2 г/см3). Однак новіші дані свідчать про те, що вона може бути більш щільною, ніж вважалося раніше, і натомість може виявитися планетою-океаном.
Також планета класу мінінептун була виявлена в системі TOI 4633, що складається з двох сонцеподібних зір. Орбітальний період планети становить 272 дні  Хоч газовий карлик й розташований в зоні проживання, але його щільна атмосфера, імовірно не дозволяє існувати рідкій воді на його поверхні. Проте планета може мати супутник, який міг би бути придатним для життя. Також у системі виявлено можливу планету-побратима з орбітою в 34 дні, хоча це відкриття потребує підтвердження.Планету було знайдено методом транзиту за допомогою супутника TESS, а відкриття здійснено за участі 15 громадянських учених через проєкт Planet Hunters TESS. Крім того, дослідники використовували архівні дані понад столітньої давнини, що додає цінності цьому дослідженню.

## Дослідження

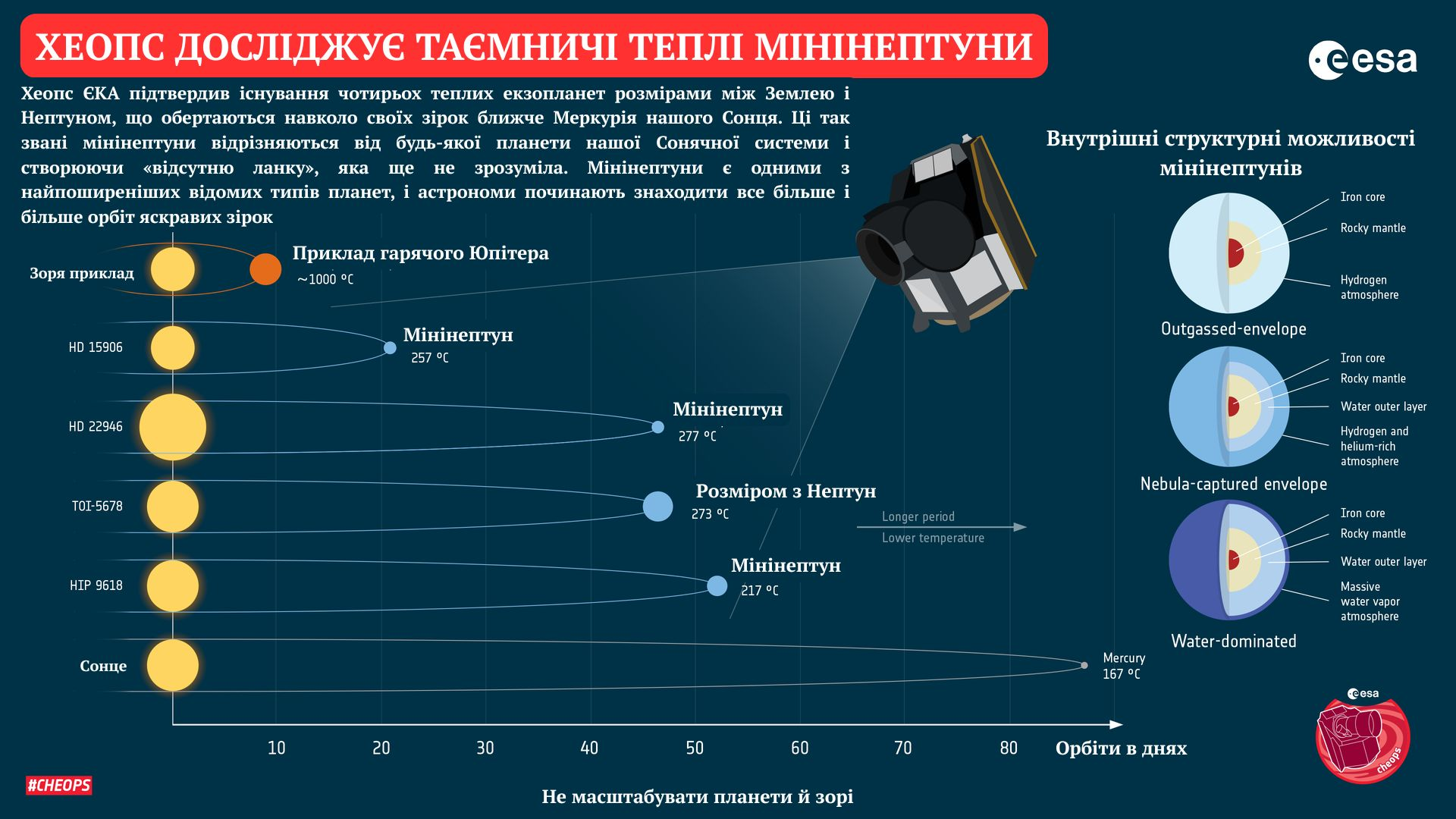
Дослідження телескопу ХЕОПС мінінептунів